# 4 × 400 meter stafett för herrar i friidrott vid olympiska sommarspelen 2016
Herrarnas 4 x 400 meter stafett vid olympiska sommarspelen 2016, i Rio de Janeiro i Brasilien avgjordes den 19-20 augusti på Estádio Olímpico João Havelange.

## Medaljörer
| Spel                  | Guld                                                                            | Silver                                                                      | Brons                                                                             |
| 4 x 400 meter stafett | USA                                                                             | Jamaica                                                                     | Bahamas                                                                           |
| 4 x 400 meter stafett | Arman Hall Tony McQuay Gil Roberts LaShawn Merritt Kyle Clemons* David Verburg* | Peter Matthews Nathon Allen Fitzroy Dunkley Javon Francis Rusheen McDonald* | Alonzo Russell Michael Mathieu Steven Gardiner Christopher Brown Stephen Newbold* |

## Resultat

### Kval

#### Heat 1
| Placering | Nation              | Tävlande                                                              | Tid     | Noteringar |
| --------- | ------------------- | --------------------------------------------------------------------- | ------- | ---------- |
| 1         | Jamaica             | Rusheen McDonald, Peter Matthews, Nathon Allen, Javon Francis         | 2:58,29 | Q, WL      |
| 2         | USA                 | Arman Hall, Tony McQuay, Kyle Clemons, David Verburg                  | 2:58,38 | Q, SB      |
| 3         | Botswana            | Isaac Makwala, Karabo Sibanda, Onkabetse Nkobolo, Leaname Maotoanong  | 2:59,35 | Q, NR      |
| 4         | Polen               | Łukasz Krawczuk, Michał Pietrzak, Jakub Krzewina, Rafał Omelko        | 2:59,58 | q, SB      |
| 5         | Frankrike           | Mame-Ibra Anne, Teddy Atine-Venel, Mamadou Kassé Hann, Thomas Jordier | 3:00,82 | SB         |
| 6         | Colombia            | Anthony Zambrano, Diego Palomeque, Carlos Lemos, Jhon Perlaza         | 3:01,84 |            |
| 7         | Japan               | Julian Walsh, Tomoya Tamura, Takamasa Kitagawa, Nobuya Kato           | 3:02,95 |            |
| –         | Trinidad och Tobago | Jarrin Solomon, Lalonde Gordon, Deon Lendore, Machel Cedenio          | DQ      | R 163,3a   |

#### Heat 2
| Placering | Nation                  | Tävlande                                                                    | Tid     | Noteringar |
| --------- | ----------------------- | --------------------------------------------------------------------------- | ------- | ---------- |
| 1         | Belgien                 | Julien Watrin, Jonathan Borlée, Dylan Borlée, Kevin Borlée                  | 2:59,25 | Q, NR      |
| 2         | Bahamas                 | Alonzo Russell, Christopher Brown, Steven Gardiner, Stephen Newbold         | 2:59,64 | Q, SB      |
| 3         | Kuba                    | William Collazo, Adrian Chacón, Osmaidel Pellicier, Yoandys Lescay          | 3:00,16 | Q, SB      |
| 4         | Brasilien               | Pedro Luiz de Oliveira, Alexander Russo, Peterson dos Santos, Hugo de Sousa | 3:00,43 | q, SB      |
| 5         | Dominikanska republiken | Yon Soriano, Luguelín Santos, Luis Charles, Gustavo Cuesta                  | 3:01,76 | SB         |
| 6         | Venezuela               | Arturo Ramírez, Omar Longart, Alberth Bravo, Freddy Mezones                 | 3:02,69 |            |
| –         | Storbritannien          | Nigel Levine, Delano Williams, Matthew Hudson-Smith, Martyn Rooney          | DQ      | R 170,19   |
| –         | Indien                  | Kunhu Muhammed, Muhammad Anas, Ayyasamy Dharun, Arokia Rajiv                | DQ      | R 170,19   |

### Final
| Placering | Bana | Nation    | Tävlande                                                                    | Tid     | Noteringar |
| --------- | ---- | --------- | --------------------------------------------------------------------------- | ------- | ---------- |
| 1         | 5    | USA       | Arman Hall, Tony McQuay, Gil Roberts, LaShawn Merritt                       | 2:57,30 | WL         |
| 2         | 3    | Jamaica   | Peter Matthews, Nathon Allen, Fitzroy Dunkley, Javon Francis                | 2:58,16 | SB         |
| 3         | 6    | Bahamas   | Alonzo Russell, Michael Mathieu, Steven Gardiner, Christopher Brown         | 2:58,49 | SB         |
| 4         | 4    | Belgien   | Julien Watrin, Jonathan Borlée, Dylan Borlée, Kevin Borlée                  | 2:58,52 | NR         |
| 5         | 7    | Botswana  | Isaac Makwala, Karabo Sibanda, Onkabetse Nkobolo, Leaname Maotoanong        | 2:59,06 | NR         |
| 6         | 8    | Kuba      | William Collazo, Adrian Chacón, Osmaidel Pellicier, Yoandys Lescay          | 2:59,53 | SB         |
| 7         | 2    | Polen     | Łukasz Krawczuk, Michał Pietrzak, Jakub Krzewina, Rafał Omelko              | 3:00,50 |            |
| 8         | 1    | Brasilien | Pedro Luiz de Oliveira, Alexander Russo, Peterson dos Santos, Hugo de Sousa | 3:03,28 |            |